# Microcephalops opacus
Microcephalops opacus är en tvåvingeart som först beskrevs av Fallen 1816.  Microcephalops opacus ingår i släktet Microcephalops och familjen ögonflugor. Arten är reproducerande i Sverige. Inga underarter finns listade i Catalogue of Life.